# Pierre Guillaumat
Pour l’article homonyme, voir Pierre Guillaumat (navire).
Cet article possède un paronyme, voir Pierre Guillaume.
Pierre Guillaumat, né le 5 août 1909 à La Flèche (Sarthe) et mort le 28 août 1991 à Villeurbanne (Rhône), est un ingénieur, homme d'affaires et homme politique français.

## Biographie

### Enfance et études
Fils cadet du général Guillaumat et de Louise Pierrette Jeanne Bibent, Pierre Guillaumat fréquente les cours du Prytanée national militaire de La Flèche. Il intègre l'École polytechnique, promotion 1928, dont il sort 10e en 1930, ce qui lui permet d’opter pour le Corps des mines (option Mines coloniales).

### Début de carrière et activités durant la Seconde Guerre mondiale
Pierre Guillaumat suit alors les cours de l'École des mines de Paris, dont il sort en 1933. Il est successivement chef du service des mines en Indochine de 1934 à 1939, puis en Tunisie de 1939 à 1943,  où il mène conjointement la mise en valeur du sous-sol et la résistance à l'occupant allemand. Puis, il entre dans la clandestinité et sert au Bureau central de renseignements et d'action (BCRA) — où il fait la connaissance de Jacques Foccart — et dans la 3e armée[réf. souhaitée].

### Première carrière à la tête de grands groupes publics
En 1944, le général de Gaulle le nomme directeur des Carburants, fonction qu'il occupe jusqu'en 1951. Il devient en 1945 directeur du Bureau de recherche de pétrole (le BRP), poste qu'il conserve jusqu'en 1950, puis qu'il occupe à nouveau de 1955 à 1959. De 1951 à 1958, il est aussi administrateur général au Commissariat à l'énergie atomique (le CEA). C'est notamment sous sa direction que les techniciens du CEA mettent au point la bombe atomique française.

### Carrière politique
En juin 1958, le général de Gaulle revenu au pouvoir le nomme ministre des Armées, poste qu'il conserve dans le gouvernement de Michel Debré. À ce poste, il soutient constamment la mise en place des dispositifs opérationnels de protection (DOP), principal outil de la torture pendant la guerre d'Algérie, mis en place en 1957 par le gouvernement Guy Mollet.
Il supervise également les activités pétrolières et nucléaires françaises au Sahara.
Pierre Guillaumat devient ministre délégué auprès du Premier ministre, chargé de l'Énergie atomique, de la Recherche et de la Fonction publique de février 1960 à avril 1962. Il assure en complément l'intérim au ministère de l'Éducation nationale du 22 novembre 1960 au 20 février 1961.

### Seconde carrière à la tête de grands groupes publics
De 1962 à 1966, Pierre Guillaumat est président-directeur général de l'Union générale des pétroles (UGP) puis de l'Entreprise de recherches et d'activités pétrolières (ERAP), qui réunit la Régie autonome des pétroles (RAP) au Bureau de recherche de pétrole (BRP).
De 1964 à 1965, Guillaumat est président d'EDF, entreprise qu'il associe aux programmes du CEA[source insuffisante].
En 1966, il est le premier président d'Elf-Erap (renommée ensuite Elf Aquitaine en 1976), qui englobe aussi les essences et lubrifiants français. Selon l'ex-PDG d'Elf Loïk Le Floch-Prigent, l'État gaulliste a créé Elf afin de disposer « d'une sorte d'officine de renseignement dans les pays pétroliers, Guillaumat étant un ancien des services secrets ».
Guillaumat dirige ce groupe pétrolier jusqu'en 1977. La fin de son mandat est ternie par l'affaire des Avions renifleurs, dont il assume lui-même l'entière responsabilité lors de son dénouement.
La découverte du gisement de gaz de Lacq et du gaz en Algérie et en Afrique noire remonte à son époque.

### Actions en faveur de la recherche, de l'innovation et de l'enseignement supérieur
Pierre Guillaumat est un grand enthousiaste de la recherche scientifique et technique. Au sein de École polytechnique, il milite pour davantage de recherche, notamment lorsqu'il est membre (à partir de 1969) puis président (1971-1974) du conseil de perfectionnement de l'École polytechnique. C'est également lui qui est le principal promoteur des carrières scientifiques au sein du Corps des mines, où il oriente les candidats vers les organismes et entreprises susceptibles de les accueillir.
Au CNRS, Pierre Guillaumat crée et préside de 1979 à 1990 les Clubs des relations industrielles (CRIN). Lorsqu'il demande à être déchargé de cette présidence en 1990, le directeur général du CNRS, François Kourilsky, se rend compte de l'importance de cette structure informelle qu'il transforme en une association permanente (ECRIN) dont il confie la présidence à l'un des successeurs de Guillaumat à la tête du CEA et d'Elf Aquitaine, Michel Pecqueur.
Pierre Guillaumat a été président de la Ligue nationale contre le cancer de 1981 à 1991.

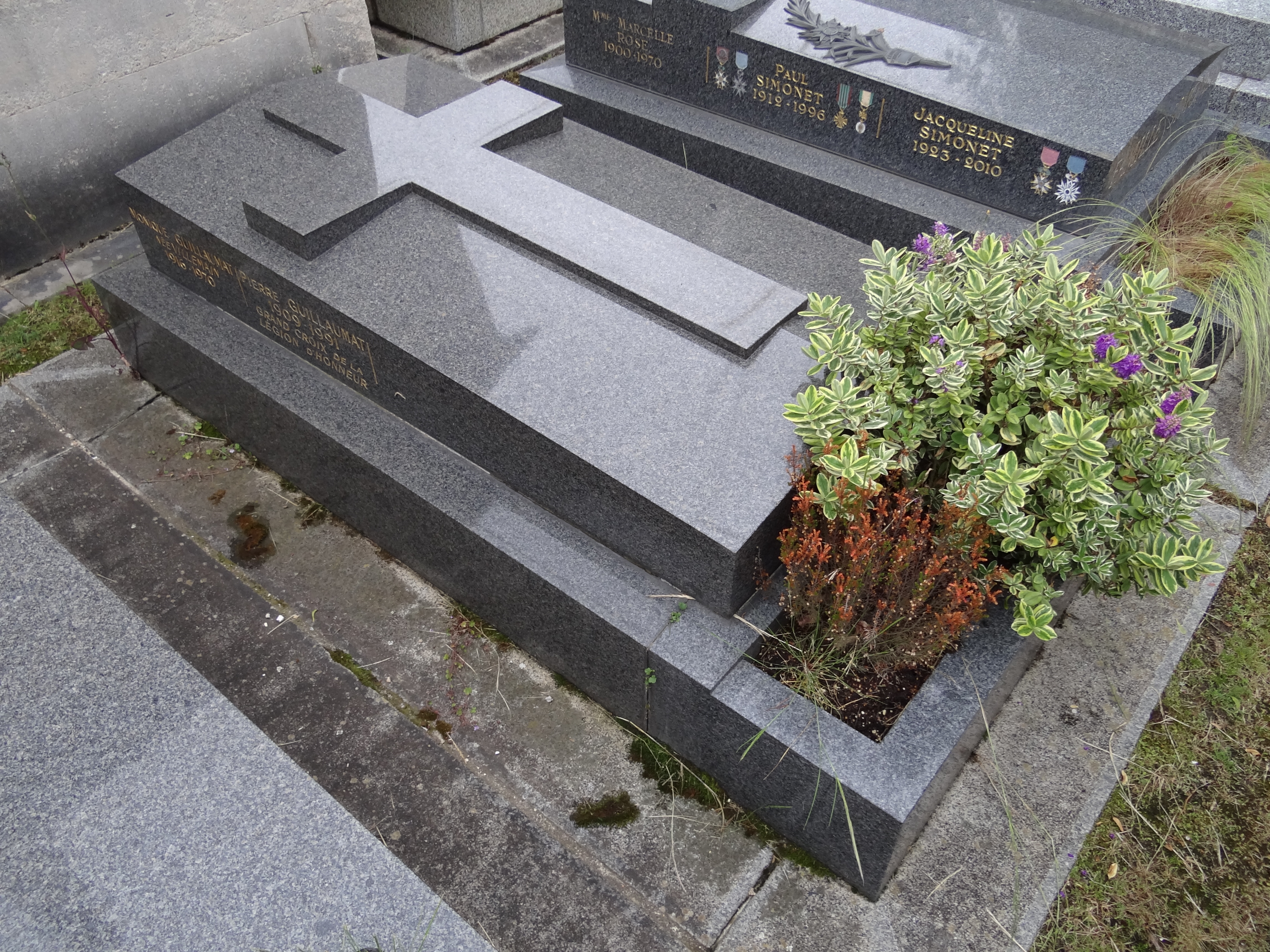
La tombe de Pierre Guillaumat au cimetière ancien de Neuilly-sur-Seine (Hauts-de-Seine).

Il meurt en 1991 et est enterré au cimetière ancien de Neuilly-sur-Seine (division 3).
Il a été marié à Monique Villemain (1916-1970).

## Décorations et hommages
- Grand-croix de la Légion d'honneur
- Croix de guerre 1939-1945
- Commandeur de l'ordre de l'Économie nationale (1957), au titre d'« ingénieur en chef au corps des mines, administrateur général au commissariat général à l'énergie atomique, président du bureau de recherches de pétrole »[7].
- C'est en son honneur, peu après son départ d’Elf, qu'a été baptisé le pétrolier géant Pierre Guillaumat, qui a navigué de novembre 1977 et février 1983 pour le compte de la Compagnie nationale de navigation, alors filiale du groupe Elf.

## Dans la culture populaire
- La pièce de théâtre Avenir radieux, une fission française de Nicolas Lambert (2011) compte Pierre Guillaumat parmi ses personnages principaux.
- Dans le spectacle immersif Secret Défense[8] de Charles Mollet qui se tient au château de Rambouillet depuis 2022 et qui retrace une rencontre au sommet entre Eisenhower et De Gaulle, Pierre Guillaumat, alors ministre des armées dialogue avec Michel Debré, premier ministre, à propos de la politique de défense et des relations avec le gouvernement américain.